# Grumman F-11 Tiger
O Grumman F11F/F-11 Tiger foi um caça embarcado supersônico projetado e construído pela fabricante americana Grumman. Por um tempo, o Tiger teve o recorde mundial de altitude, com 23.451 m (76,939 ft), bem como sendo a primeira aeronave supersônica produzida pela Grumman.
Os trabalhos do Tiger iniciaram em 1952, como um estudo de design, internamente designado como G-98, sendo baseado no F-9 Cougar. Porém, o desenho resultante não tinha quase nenhuma associação com o Cougar. O Bureau of Aeronautics (BuAer) encomendou dois protótipos, inicialmente designados como XF9F-9. Em 30 de julho de 1954, o primeiro protótipo fez seu primeiro voo, na qual chegou próximo de quebrar a barreira do som, com o segundo protótipo quebrando a barreira de fato. Em 21 de setembro de 1956, um Tiger se tornaria o primeiro avião que se abateu. Originalmente designado como F11F Tiger sob o sistema de designação da Marinha pre-1962, foi renomeado como F-11 Tiger sob o sistema de designação de 1962. Um total de 199 Tigers foram construídos para a Marinha dos Estados Unidos (USN), com o último entregue em 23 de janeiro de 1959.
O Tiger entrou em serviço na USN em 1956, sendo voado nos navios-aeródromo Intrepid, Lexington, Hancock, Bon Homme Richard, Shangri-La, Forrestal, Saratoga e Ranger. O uso ativo do Tiger foi relativamente curto, muito devido a seu desempenho ser inferior ao do F-8 Crusader, como seu alcance mais curto e seu motor Wright J65, ser provado ser pouco confiável. Durante o final dos anos 60, a aeronave foi utilizada pelo Comando de Treinamento Aeronaval (NATS), nas Estações Aeronavais (NAS) de Chase Field e Kingsville, ambas no Texas, servindo para dar experiência de voo supersônico aos alunos. Entre 1957 a 1969, o Tiger foi usado pela equipe acrobática Blue Angels, até ser eventualmente substituído pelo F-4 Phantom II. As últimas unidades foram retiradas de serviço na USN em 1969, com um pequeno número de aeronaves se mantendo em serviço para provas até 1975.

## Design e desenvolvimento

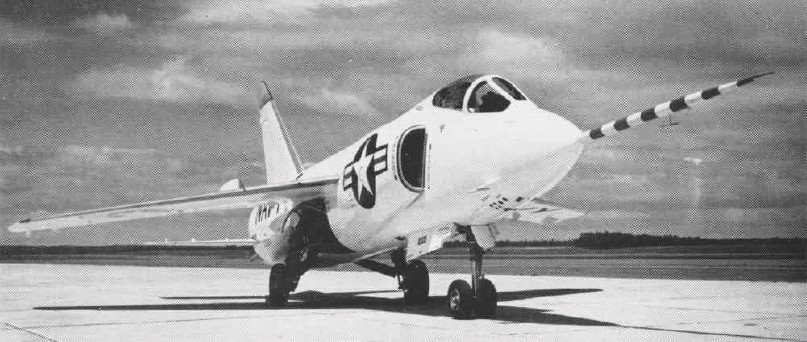
XF9F-9: O protótipo do F11F Tiger

### Antecedentes
As origens do F11F (F-11) Tiger podem ser traçadas para um projeto privado da Grumman de 1952, como um conceito para modernizar o F-9 Cougar, um popular caça embarcado da época. A equipe de projetistas optou por implementar a regra de área, além de vários outros avanços no projeto, que foi designado internamente como G-98. Os objetivos do projeto incluíam a minimização das dimensões da aeronave. Na época em que o processo de desenho havia concluído, em 1953, o projeto havia se tornado completamente diferente do Cougar, tendo somente uma leve semelhança com seu predecessor.
O Tiger recebeu uma nova asa, equipada com slats no bordo de ataque e flapes no bordo de fuga, com o controle de giro feito com spoilers (ao invés dos tradicionais ailerons). Para facilitar a carga em navios aeródromos, as asas podem ser rebatidas manualmente para baixo. Antecipando desempenho supersônico, a empenagem se move integralmente. A aeronave foi projetada para ser propelida por um motor turbojato Wright J65 - uma variante produzida sob licença do reator britânico Armstrong Siddeley Sapphire.

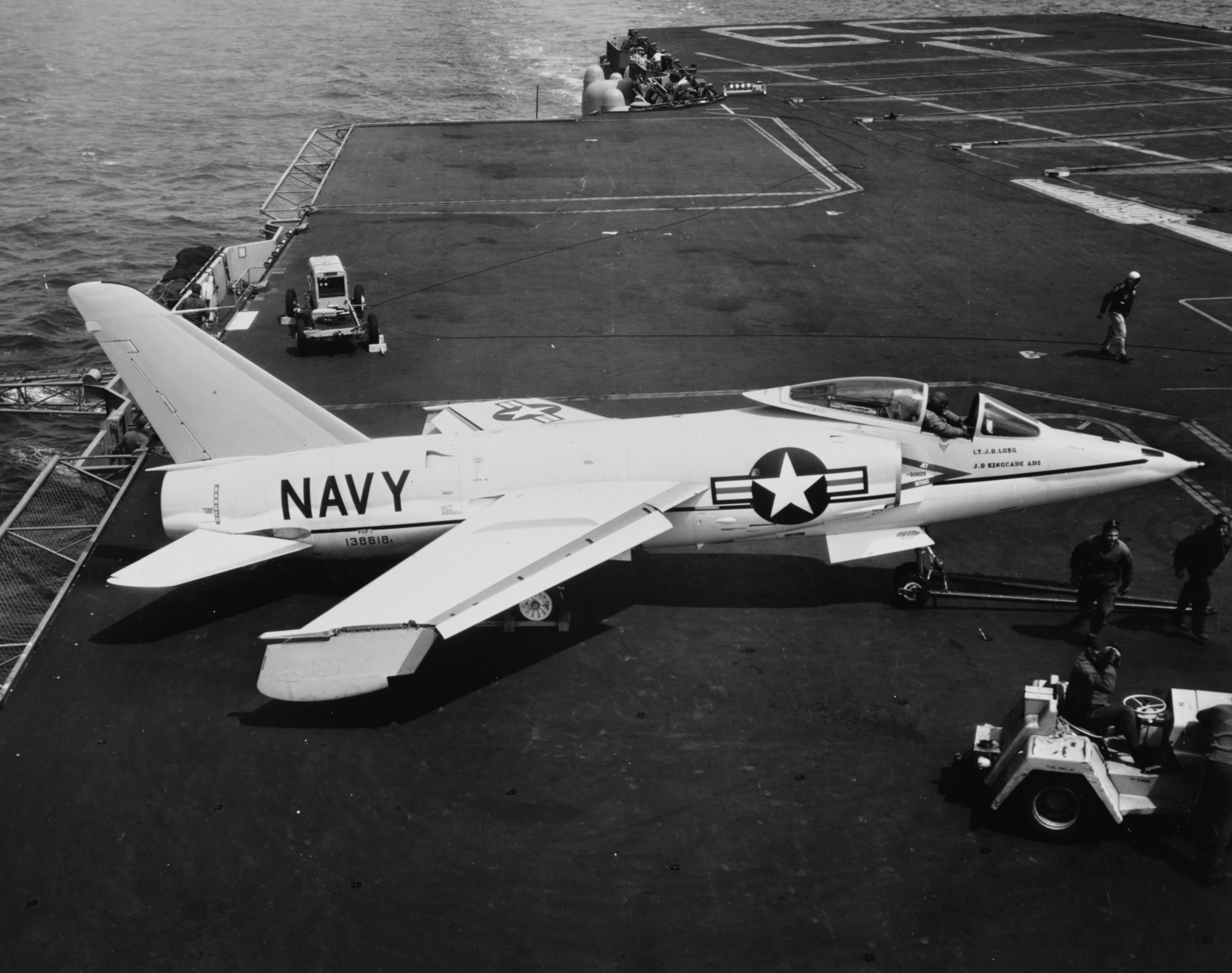
F11F-1 Tiger no convés do USS Forrestal, em abril de 1956. Note as pontas das asas rebatidas.

O potencial do design para desempenho supersônico e reduzido arrasto transônico chamou a atenção de vários militares, incluindo os da Marinha dos Estados Unidos (USN). Durante o início do ano de 1953, o Bureau of Aeronautics (BuAer) decidiu se comprometer com o desenvolvimento completo do projeto, encomendando dois protótipos, que foram designados XF9F-8 (apesar de ser um desenho completamente diferente do Cougar). Aumentando a confusão, os protótipos foram redesignados como XF9F-9, enquanto a designação XF9F-8 foi dada a uma variante do Cougar.

### Testes de Voo
Como a variante com pós-queimador do J65 não estava pronta, o primeiro protótipo fez seu primeiro voo em 30 de julho de 1954, com um motor sem pós-combustão. Apesar disso, a aeronave chegou próximo de quebrar a barreira do som em seu primeiro voo. O segundo protótipo, já equipado com pós-combustão, se tornou a segunda aeronave supersônica da USN (com a primeira sendo o Douglas F4D Skyray). Durante o mês de abril de 1955, a aeronave recebeu sua nova designação, o F11F-1 (F-11A, após a adoção do sistema unificado de designações, em 1962). Em 4 de abril de 1956, começaram as provas embarcadas do F11F-1, com ele pousando e sendo catapultado do USS Forrestal.

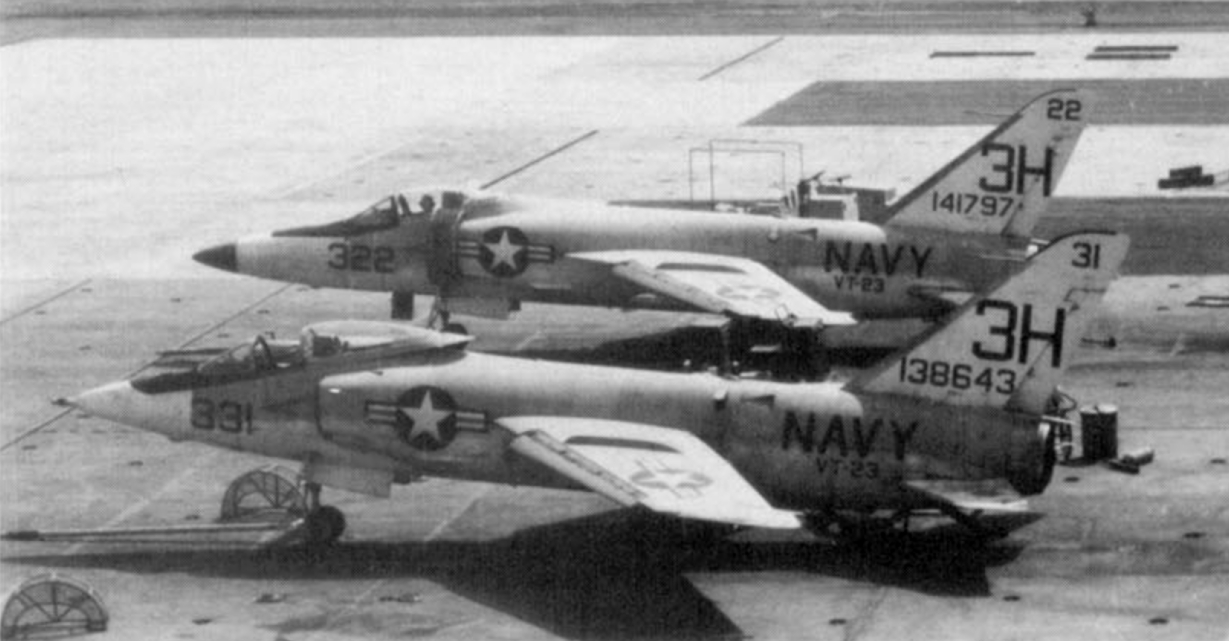
Variante de nariz curto (primeiro plano) e longo (segundo plano) do F11F

O Tiger ganhou a dúbia distinção de ser o primeiro caça a se abater. Em 21 de setembro de 1956, durante um teste de tiro dos canhões de 20mm, o piloto de provas Tom Attridge disparou duas rajadas enquanto executava um mergulho raso. Com a trajetória dos projeteis decaíndo, eles vieram a cruzar com o aeronave, que continuava sua descida, atingindo a aeronave e forçando Attridge a fazer um pouso forçado. O piloto sobreviveu, mesmo sofrendo uma fratura na perna e em várias vértebras.
A Grumman propôs inúmeras variantes do Tiger, incluindo modelos de reconhecimento tático e treinamento avançado. Uma versão mais avançada do tipo foi proposta pela companhia, sendo designado como F11F-1F Super Tiger. Essa aeronave foi resultado de um estudo de 1955 para a instalação de um motor General Electric J79 em uma célula do F11F-1. Quando avaliado pela Suíça para uma potencial licitação, o Super Tiger demonstrou ter desempenho superior ao de seus competidores. A Grumman também propôs uma variante propelida por um reator britânico Rolls-Royce Avon, ainda mais poderoso e provado que os motores anteriores.

## Histórico Operacional

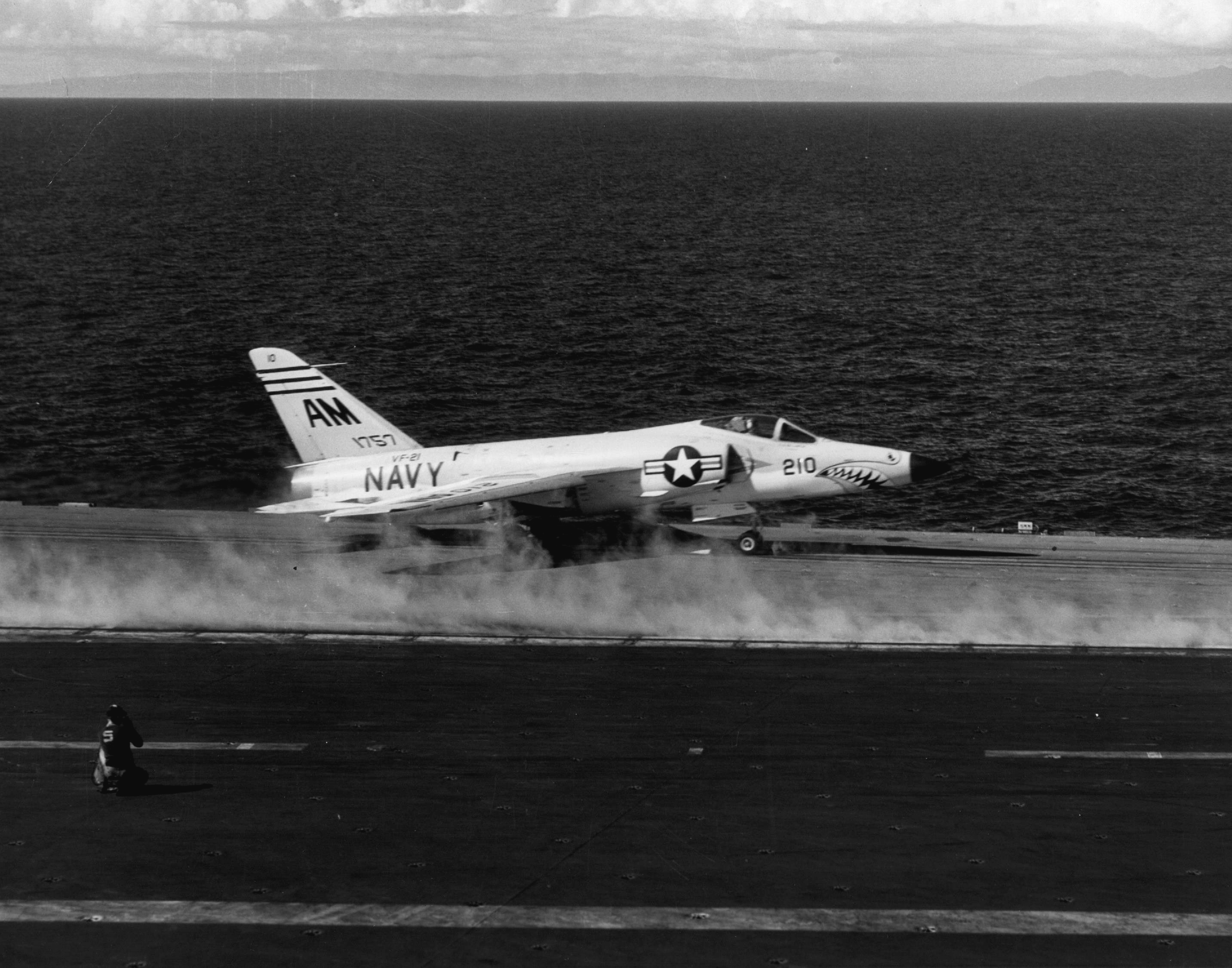
F11F-1 Tiger do VF-21 no USS Ranger em 1957.

Sete esquadrões da USN operaram o Tiger, incluindo o VF-21 e VF-33, na frota do Atlântico e o VA-156 (redesignado como VF-111 em janeiro de 1959) , VF-54 (redesignado como VF-211 em março de 1959, VF-51, VF-121 e VF-191 na frota do pacífico. A aeronave foi operada nos navios-aeródromos Intrepid, Lexington, Hancock, Bon Homme Richard, Shangri-La, Forrestal, Saratoga, Ranger e Independence. A carreira operacional do F11F durou somente quatro anos, principalmente devido a seu desempenho ser inferior ao de ser competidor, o Vought F-8 Crusader. Outros fatores que levaram a sua aposentadoria precoce foi a falta de confiabilidade de seu propulsor J65 e a o alcance e autonomia inadequados. Em nenhum momento, o Tiger foi capaz de manter voo supersônico sustentado em configuração operacional. A USN optou por cancelar as encomendas para a variante de reconhecimento tático (designada como F11F-1P), resultando na produção somente de 199 unidades da variante de caça de assento simples foram construídas.

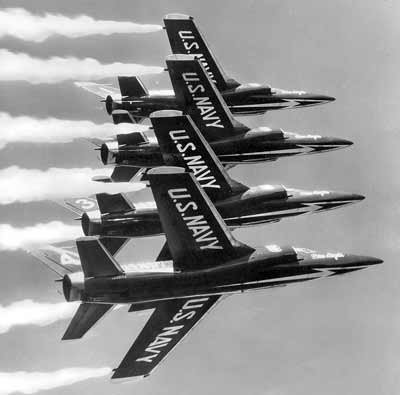
Os Blue Angels utilizaram o F11F de 1957 até 1969

Em 1961, o Tiger foi permanentemente retirado do serviço embarcado, porém, continuou a ser operado no Comando de Treinamental Aeronaval (NATS), nas Estações Aeronavais (NAS) de Chase Field e Kingsville, ambas no Texas, até o final dos anos 60. Tipicamente, os alunos fazia o treinamento avançado em aeronaves TF-9J Cougar e, ao completar essa parte de seu treinamento, os alunos voam o F-11 antes de ir para o serviço ativo, para que tenham experiência em voo supersônico. As características de voo do Tiger se demonstrou bastante capaz para o emprego de treinamento.
Mesmo com a carreira relativamente curta do Tiger na USN, a equipe acrobática Blue Angels operou a aeronave de 1957 a 1969, no qual foi substituído pelo McDonnell-Douglas F-4 Phantom II.
Durante os anos 70, dois F-11A ex-Blue Angels foram retirados de estoque na Base Aérea de Davis-Monthan e modificados pela Grumman para serem plataformas de testes para sistemas de controle de empuxo. A aeronave matrícula 141853 foi equipado com um reversor de empuxo da Rohr Industries e a aeronave matrícula 141824 foi mantido original, servindo de "avião-paquera". Testes de reversão de empuxo em voo foram feitos pela Grumman em Calverton, iniciando em março de 1974 e continuando na BAN Patuxent River, em Maryland, até 1975. Após a campanha de provas ter sido completa, ambas as aeronaves foram estocadas em Davis-Monthan. Estes foram os últimos Tigers a voarem.

## Variantes
- F9F-9: Designação original;[15]
- F11F-1: Variante de assento único para a Marinha dos Estados Unidos (USN), redesignado como F-11A em 1962. 199 unidades foram construídas, com as últimas tendo a seção de nariz mais longas. Uma unidade foi utilizada para testes estáticos e 231 unidades tiveram sua produção cancelada;
  - F11F-1P: Variante de reconhecimento tático encomendada pela USN. 85 unidades canceladas;[15]
  - F11F-1T: Variante proposta de treinamento, com duplo assento. Nenhuma unidade construída;[16]
- F11F-1F Super Tiger (G-98J): Variante do F11F-1 equipada com um motor General Electric J79-GE-3A. Duas unidades construídas;[17]

## Operadores
- Estados Unidos - Marinha dos Estados Unidos

## Especificações (F11F-1/F-11A)
Dados: United States Navy Aircraft since 1911

### Características Gerais
- Tripulação: 1;
- Comprimento: 13.98 m (45 ft 10.5 in);
- Envergadura: 9.64 m (31 ft 7.5 in);
- Largura: 8.33 m (27 ft 4 in), com as pontas das asas rebatidas;
- Altura: 4.03 m (13 ft 2.75 in);
- Área Alar: 23 m² (250 sq ft);
- Peso Vazio: 6,264 kg (13,810 lb);
- Peso Carregado: 9,541 kg (21,035 lb);
- Peso Máximo de Decolagem (MTOW): 10,641 kg (23,459 lb);
- Motor: 1x turbojato Wright J65-W-18, com 7,450 lbf (33.1 kN) de empuxo seco e 10,500 lbf (47 kN) com pós-queimador;

### Desempenho
- Velocidade Máxima: 1.211 km/h (654 kn) a nível do mar; 1.169 km/h (631 kn/M 1.1) a 11.000 m (35.000 ft)
- Velocidade de Cruzeiro: 928 km/h (501 kn);
- Alcance: 2.060 km (1.110 nmi);
- Teto de serviço: 15.000 m (49,000 ft);
- Taxa de subida: 83 m/s (16,300 ft/min);
- Carga Alar: 410 kg/m2 (84 lb/sq ft);
- Taxa empuxo-peso: 0.5

### Armamento
- Canhão: 4x Colt Mk.12 de 20mm. 125 disparos por canhão;
- Mísseis Ar-Ar: AIM-9 Sidewinder;
- Hardpoints: Quatro;

### Aviônica
- Radar de Controle de Tiro: AN/APG-30A
- Rádio UHF: AN/ARC-27A
- Rádiogoniômetro: AN/ARA-25
- VOR: AN/ARN-14E
- IFF: AN/APX-6B